# Gero von Halberstadt
Gero von Halberstadt war von 1160 bis 1177 Bischof von Halberstadt.

## Leben
Gero stammte von den Edelherren von Schermcke ab. Er kam ins Amt, einer Urkunde Albrechts des Bären zufolge im zweiten Halbjahr 1160, nachdem sein Vorgänger Ulrich sich nicht am Italienfeldzug des Kaisers beteiligt hatte. Zuvor war er Propst am Halberstädter Dom gewesen. Als Gero das Amt antrat, befand sich das Bistum aufgrund der Reichsheerfahrt gegen Heinrich den Löwen in teilweise verwüstetem Zustand. Im Jahre 1162 weilte er mit Friedrich I. in Pavia. Aus Mailand brachte er Reliquien der heiligen Gervasius und Protasius mit. Auch gab ihm der Kaiser das Münzrecht für seine Diözese. Zur Regelung der inneren Verhältnisse in der Diözese hielt er 1163 eine Synode ab. 1168 nahm er am Reichstag zu Würzburg teil. 1173 bestätigte er Schenkungen, die Ministeriale dem Kloster Hamersleben machten. Auch in seiner Amtszeit kam es zu Reibereien mit dem Stift Quedlinburg, weil es bereits von früheren Königen bevorzugt und zugunsten von Vögten vor dem Zugriff des Bistums Halberstadt geschützt worden war. Der Papst bestätigte jedoch die Vorrechte der Äbtissin gegenüber dem Bischof. 1177 führte der Friedensschluss von Venedig dazu, dass er, wie andere, die auf der Seite des Schismas gestanden hatten, mit dem Bannfluch überzogen und abgesetzt wurde. Trotz seiner Absetzung blieb Gero als Domherr Mitglied des Halberstädter Klerus. Er verstarb am 22. April 1185.